# Sommarhagen

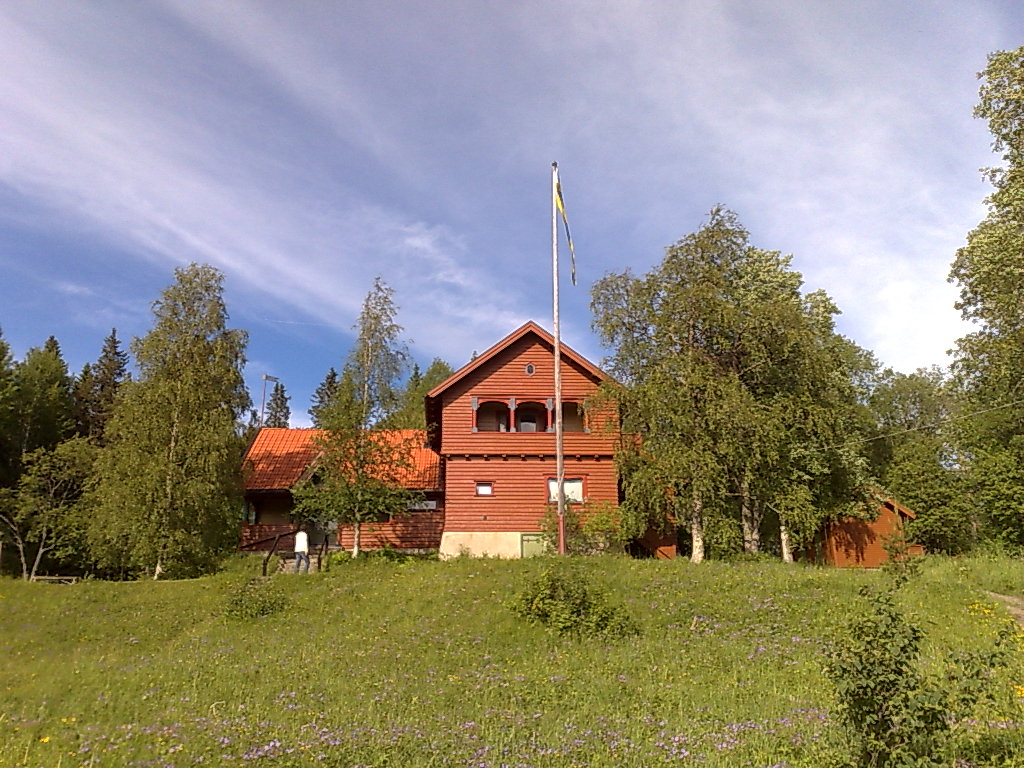
Sommarhagen på Frösön i Jämtland.

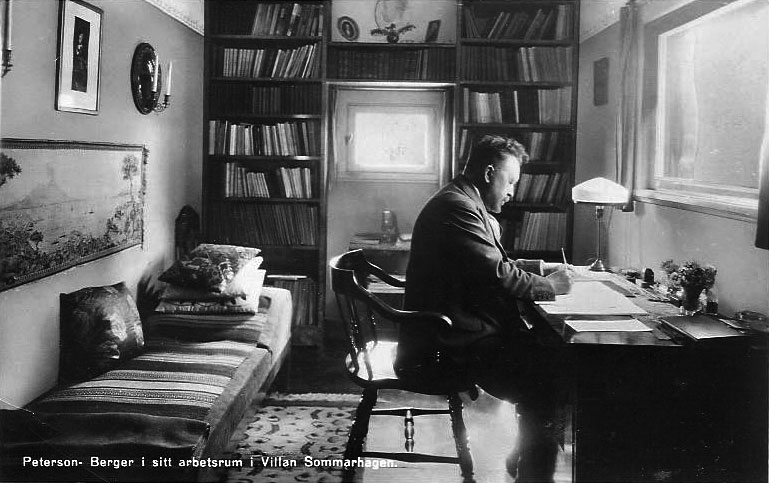
Peterson-Berger i arbetsrummet.

Sommarhagen var kompositören Wilhelm Peterson-Bergers hem på Frösön i Jämtland.
Huset byggdes åren 1913–1914 av Östersundsbyggmästaren Anton Paulsson enligt arkitekten, den årebördige Per Bensons ritningar. Sommarhagens interiör är målad och dekorerad av Jämtlandskonstnären Paul Jonze.
Den arkitektoniska utformningen av huset är influerad av nationalromantik och jugend. 
På bottenvåningen ligger den stora Musiksalen, som är genomgående i två våningar med öppna takstolar. 
Andra våningen utgjorde privatbostaden, med bland annat arbetsrum, bibliotek och gästrum.
Peterson-Berger bodde på Sommarhagen under somrarna 1914–1930, och därefter permanent fram till sin död 1942. 
Sommarhagen blev efter hans död museum, men används idag också för konserter och andra evenemang och är ett populärt turistmål under sommaren. Sommarhagen förvaltas av en stiftelse, och är bevarat i stort sett i ursprungligt skick.  
Pianostycket Intåg i Sommarhagen, som ingår i samlingen Frösöblomster, utgavs just invigningsåret 1914.